# Paranaphoidea auripes
Paranaphoidea auripes är en stekelart som beskrevs av Girault 1925. Paranaphoidea auripes ingår i släktet Paranaphoidea och familjen dvärgsteklar. Inga underarter finns listade i Catalogue of Life.